# Euscorpius germanus
Euscorpius germanus è uno scorpione appartenente alla famiglia Euscorpiidae.

## Descrizione
Si tratta del più piccolo scorpione d'Europa essendo lungo al massimo 25 mm. Si tratta di un aracnide dal colore marrone scuro-nero.

## Biologia

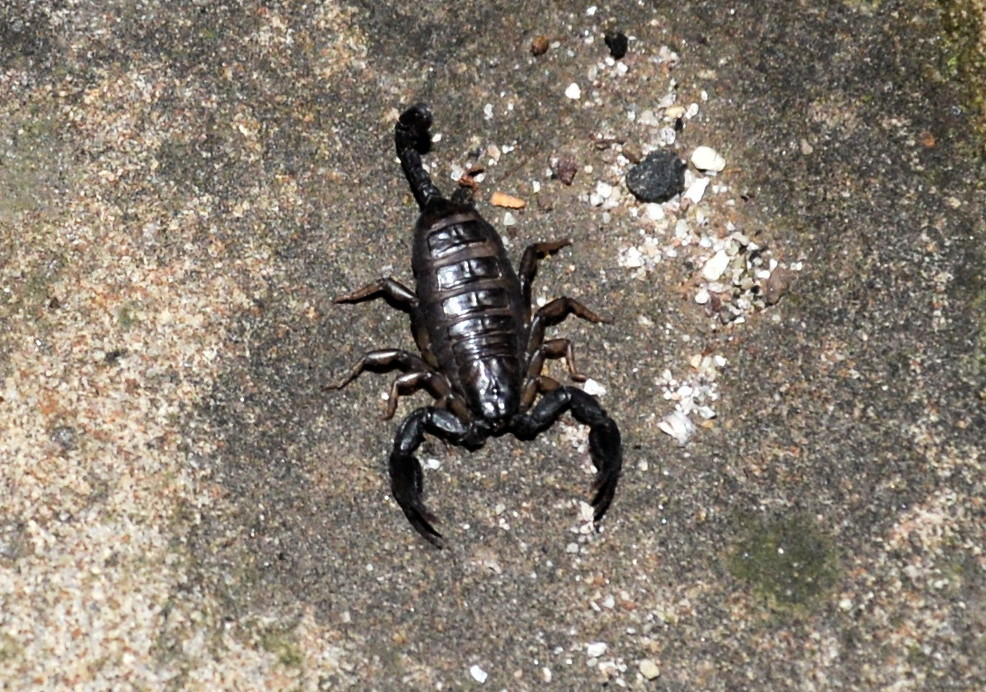

E. germanus è attivo di notte e caccia piccoli artropodi, che uccide afferrandoli con le chele e pungendoli. Nel buio si orienta soprattutto grazie a dei peli sensibili che reagiscono al più piccolo spostamento d'aria, chiamati tricobotri. Di giorno si rintana sotto pietre. Predilige habitat asciutti. La sua puntura è innocua per l’uomo.

## Distribuzione
Questo scorpione è distribuito in una ristretta areale sulle Alpi, dalla Valle dell'Inn in Tirolo, al Lago di Garda e dalla Svizzera orientale fino alle Alpi Giulie in Slovenia